# Дребосъчето и Карлсон
"Дребосъчето и Карлсон" - съветски анимационен филм. Екранизация по едноименната приказка на Астрид Линдгрен „Карлсон, който живее на покрива“. Един от най-популярните анимационни филми на режисьора Борис Степанцев. Първото използване на електрография в съветската анимация.
През 1970 г. излиза продължение - "Карлсон се върна".

## Сюжет
Семейство Свантесон живееше в шведския град Стокхолм - баща, майка и три деца: по-големият Босе, средният Бетан и по-малкият Сванте, който се наричаше просто Дребосъчето. Вървейки по улицата, Дребосъчето забелязва самотно изгубено кученце на име Бобик и го опознава. Внезапно кученцето Бобик е повикано от ядосано момче с пръчка - неговият собственик. Хлапето провокира конфликт и получава насинено око.
Майка се кара на Дреьосъчето, казвайки, че всеки спор може да бъде разрешен с думи. Хлапето заявява, че няма никого, дори куче. В стаята Карлсън лети до Дребосъчето - малко човече с витло. Те се запознават и Карлсон казва, че моторът му се е развалил и иска от Дребосъчето сладко от малини. Карлсон започва да се шегува, изпуска полилея и отлита.
Семейството не вярва, че Карлсон е изпуснал и счупил полилея, а Дребосъчето е притиснат в ъгъла. Карлсон се връща и продължава да яде сладкото, заявявайки, че той е най-сериозно болен човек. Дребосъчето, което се вози на Карлсон, лети до къщата си, на покрива. На тавана срещат двама мошеници, които крадат бельо. За да даде урок на мошениците, Карлсон се маскира като призрак и започва да ги преследва. Мошеници в ужас хвърлят бельо.
Пристигналите пожарникари свалят Дребосъчето от покрива. Преди да си легне, майката разговаря с Дребосъчето: тя казва на сина си, че родителите няма да се разделят с него за никакво съкровище.
Настъпва осмият рожден ден на Дребосъчето, но то не намира кучето, което е очаквало като подарък. Карлсон се появява, но куче лае пред вратата. Радостното дете иска да го покаже на Карлсън, но се оказва, че той е излетял от негодувание.

## Снимачен екип

### Създатели
- Сценарист — Борис Ларин
- Режисьор - Борис Степанцев
- Художници-постановчици — Анатолий Савченко, Юрий Бутирин
- Композитор - Генадий Гладков
- Оператор - Михаил Друян
- Асистент оператор - Н. Наяшкова
- Звукорежисьор — Борис Филчиков
- Асистент-режисьор - Елена Шилова
- Редактор — Валентина Турубинер
- Художници на анимацията: Юрий Бутирин, Рената Миренкова, Олга Орлова, Виктор Шевков, Светлана Жутовская, Анатолий Солин, Олег Сафронов, Виктор Лихачов, Антонина Алешина, Мстислав Купрач
- Художници: Гелий Аркадиев, Николай Ерикалов, Ирина Светлица, Елена Таненберг, Инна Пшеничная, Лера Рибчевская
- Редактор — Раиса Фричинская
- Режисьор на картината - А. Зорина[1]:

### В ролите
- Клара Румянова - Дребосъчето,
- Василий Ливанов - Карлсон / бащата на Дребосъчето,
- Валентина Леонтиева - майката на детето,
- Мария Виноградова - ядосано момче с пръчка, собственик на кученцето / Босе